# Acacia chrysocoma
Acacia chrysocoma é uma espécie de leguminosa do gênero Acacia, pertencente à família Fabaceae.